# 細野敦
細野 敦（ほその あつし、1964年12月1日 - ）は、日本の弁護士。元東京高等裁判所判事、元西村あさひ法律事務所顧問（カウンセル）。乃木坂46のファンとしても知られ、推しているメンバーは齋藤飛鳥である。

## 経歴
- 1964年 千葉県出身[2]
- 1987年 旧司法試験合格[2]
- 1988年3月 一橋大学法学部卒業[3]
- 1988年4月-1990年3月 司法修習（第42期）[4]
- 1990年4月-1994年3月 東京地方裁判所判事補[4]
- 1992年-1993年 アメリカ合衆国・ノートルダム大学法科大学院客員研究員[3]
- 1994年4月-1996年3月 最高裁判所司法研修所付[4]
- 1998年-1999年3月 鹿児島地方裁判所名瀬支部長、鹿児島家庭裁判所名瀬支部長[2]、名瀬簡易裁判所判事[5]
- 1999年4月-2000年4月 最高裁判所事務総局広報課付[4]、東京地方裁判所判事補、東京簡易裁判所判事[5]
- 2000年4月-2000年7月 最高裁判所事務総局広報課付、東京地方裁判所判事[4]、東京簡易裁判所判事[5]
- 2000年7月-2001年3月 東京地方裁判所判事、東京簡易裁判所判事[5]
- 2001年4月-2005年3月 宮崎地方裁判所判事[4]、宮崎家庭裁判所判事、宮崎簡易裁判所判事[5]
- 2005年-2007年 東京地方裁判所判事[4]、東京簡易裁判所判事[5]
- 2007年-2008年 東京高等裁判所判事[6]
- 2008年3月 依願退官、弁護士登録（第二東京弁護士会）、西村あさひ法律事務所顧問（カウンセル）[2][7]
- 2016年1月 細野法律事務所（東京都千代田区永田町、https://www.hosonolaw.com/）
- 2019年6月 昭和ホールディングス取締役[7]

## 訳著書
- （分担執筆）塚原朋一,柳田幸三,園尾隆司,加藤新太郎編 『新民事訴訟法の理論と実務 上』（ぎょうせい、1997年）
- （分担執筆）門口正人,須藤典明編『新・裁判実務大系 13 民事保全法』青林書院 2002年
- （加藤新太郎との共著）『要件事実の考え方と実務』（民事法研究会、2002年、第2版2006年、第3版2014年）
- （訳書）ロバート・ボウン『民事訴訟法の法と経済学』法と経済学叢書（木鐸社、2004年）
- （分担執筆）能見善久,加藤新太郎編『論点体系　判例民法1 総則』（第一法規、2009年）
- （共著）小寺彰,川合弘造編『エネルギー投資仲裁・実例研究 - ISDSの実際』（有斐閣、2013年）
- （共著）西村あさひ法律事務所編『会社を危機から守る25の鉄則』（文藝春秋、2014年）

## 論文
- 「判決効の主観的拡張理論とその経済分析：コラテラル・エストッペルの経済分析の紹介」,『判例タイムズ』45(1)、1994年1月
- 「法解釈論と「法と経済学」の関係についての覚書:法解釈論と「法と経済学」の連続性と不連続性」,『法の支配』144, 2007年1月
- 「ビジネスを契約書にどう落とし込む? 事案の把握・リスクの洗い出し」,『ビジネス法務』14(11) 2014年11月

## テレビ
- サンデージャポン（2013年4月7日 - 、TBSテレビ）-　レギュラーコメンテーター